# Emmanuelle Devos
Emmanuelle Devos (Puteaux, 10 maggio 1964) è un'attrice francese.

## Biografia
Figlia dell'attrice Marie Henriau e del regista Jean-Michel Devos, nonché sorellastra di Valentine Sentier-Devos (1963-1995), figlia dell'attore Jean-Pierre Sentier (1940-1995), compare in più di 50 film in più di venti anni di carriera cinematografica. Ha vinto un Premio César come migliore attrice nel 2002 per Sulle mie labbra. Nel 2005 ha ricevuto una candidatura al medesimo premio, sempre come miglior attrice, per I re e la regina.

## Filmografia parziale
- On a volé Charlie Spencer!, regia di Francis Huster (1986)
- La Vie des morts, regia di Arnaud Desplechin (1991)
- La Sentinelle, regia di Arnaud Desplechin (1992)
- Sauve-toi, regia di Jean-Marc Fabre (1993)
- Storie di spie (Les Patriotes), regia di Éric Rochant (1994)
- Oublie-moi, regia di Noémie Lvovsky (1994)
- Consentement mutuel, regia di Bernard Stora (1994)
- Comment je me suis disputé... (ma vie sexuelle), regia di Arnaud Desplechin (1996)
- Anna Oz, regia di Éric Rochant (1996)
- Le Déménagement, regia di Olivier Doran (1997)
- Artemisia - Passione estrema (Artemisia), regia di Agnès Merlet (1997)
- La vie ne me fait pas peur, regia di Noémie Lvovsky (1999)
- Peut-être, regia di Cédric Klapisch (1999)
- Cours toujours, regia di Dante Desarthe (2000)
- Vive nous!, regia di Camille de Casabianca (2000)
- Esther Kahn, regia di Arnaud Desplechin (2000)
- Aïe, regia di Sophie Fillières (2000)
- Sulle mie labbra (Sur mes lèvres), regia di Jacques Audiard (2001)
- L'avversario (L'Adversaire), regia di Nicole Garcia (2002)
- Piccoli tradimenti (Petites Coupures), regia di Pascal Bonitzer (2003)
- È più facile per un cammello... (Il est plus facile pour un chameau...), regia di Valeria Bruni Tedeschi (2003)
- Rencontre avec le dragon, regia di Hélène Angel (2003)
- Bienvenue en Suisse, regia di Léa Fazer (2004)
- I re e la regina (Rois et Reine), regia di Arnaud Desplechin (2004)
- La donna di Gilles (La Femme de Gilles), regia di Frédéric Fonteyne (2004)
- L'amore sospetto (La Moustache), regia di Emmanuel Carrère (2005)
- Tutti i battiti del mio cuore (De battre mon cœur s'est arrêté), regia di Jacques Audiard (2005)
- Gentille, regia di Sophie Fillières (2005)
- J'attends quelqu'un, regia di Jérôme Bonnell (2007)
- Ceux qui restent, regia di Anne Le Ny (2007)
- Deux vies... plus une, regia di Idit Cebula (2007)
- Plus tard, regia di Amos Gitai (2008)
- Racconto di Natale (Un conte de Noël), regia di Arnaud Desplechin (2008)
- Unspoken, regia di Fien Troch (2008)
- Coco avant Chanel - L'amore prima del mito (Coco avant Chanel), regia di Anne Fontaine (2009)
- Il primo bacio (Les Beaux Gosses), regia di Riad Sattouf (2009)
- Gli amori folli (Les Herbes folles), regia di Alain Resnais (2009)
- À l'origine, regia di Xavier Giannoli (2009)
- Bancs publics (Versailles rive droite), regia di Bruno Podalydès (2009)
- Cómplices, regia di Frédéric Mermoud (2009)
- La Permission de minuit, regia di Delphine Gleize (2011)
- Pourquoi tu pleures?, regia di Katia Lewkowicz (2011)
- Il figlio dell'altra (Le Fils de l'autre), regia di Lorraine Levi (2012)
- Rue Mandar, regia di Idit Cebula (2012)
- Le temps de l'aventure, regia di Jérôme Bonnell (2013)
- La vie domestique, regia di Isabelle Czajka (2013)
- Violette, regia di Martin Provost (2013)
- La moglie del cuoco (On a failli être amies), regia di Anne Le Ny (2014)
- Per mio figlio (Moka), regia di Frédéric Mermoud (2016)
- Fai bei sogni, regia di Marco Bellocchio (2016)
- Dove non ho mai abitato, regia di Paolo Franchi (2017)
- Numéro une, regia di Tonie Marshall (2017)
- Amin, regia di Philippe Faucon (2018)
- Mes jours de gloire, regia di Antoine de Bary (2019)
- I profumi di Madame Walberg (Les Parfums), regia di Grégory Magne (2019)
- Tromperie - Inganno (Tromperie), regia  di Arnaud Desplechin (2021)
- Masquerade - Ladri d'amore (Mascarade), regia di Nicolas Bedos (2022)
- Un silence, regia di Joachim Lafosse (2023)

## Doppiatrici italiane
- Laura Lenghi in Sulle mie labbra, L'amore sospetto, Il figlio dell'altra, La moglie del cuoco
- Francesca Fiorentini in Racconto di Natale, Coco avant Chanel - L'amore prima del mito, Gli amori folli
- Claudia Catani in I re e la regina
- Barbara De Bortoli in L'avversario
- Valentina Carnelutti in La donna di Gilles
- Giò Giò Rapattoni in Tutti i battiti del mio cuore
- Gilberta Crispino in Il primo bacio
- Sonia Mazza in Violette
- Roberta Pellini in I profumi di Madame Walberg